# Air (glasbena skupina)
AIR je francoski glasbeni duo, katerega člana sta Nicolas Godin in Jean-Benoît Dunckel. Sta pomembna predstavnika moderne francoske elektronske glasbe. Duo je nastal leta 1995 v Versaillesu, v Franciji, njegovo ime pa je kratica za Amour, Imagination, Rêve, kar pomeni Ljubezen, Domišljija, Sanja.